# К-460
К-460 — советский ракетный подводный крейсер стратегического назначения, корабль проекта 667Б «Мурена».

## История
Зачислена в списки кораблей ВМФ СССР 4 апреля 1972 года как АПЛ с баллистическими ракетами.
Строительство подлодки начато 5 июня 1972 года на судостроительном заводе в г.Северодвинск
Спущена на воду 7 февраля 1974 года. В первой половине 1974 года прошла ходовые испытания. 18 октября того же года вошла в состав Северного флота.
25 июля 1977 года переквалифицирована в ракетный крейсер. С февраля 1986 по февраль 1987 года прошла капитальный ремонт на судостроительном заводе «Звёздочка».
Всего за время нахождения в ВМФ совершила 19 боевых служб, 27 ракетных пусков и более 100 торпедных стрельб.
28 марта 1995 года выведена из состава ВМФ. Утилизирована в 1999 году на судоремонтном заводе «Нерпа».